# Bécsi kapu tér (Budapest)
A Bécsi kapu tér egy közterület, amely Budapest I. kerületében, a Budai Várnegyedben található, az Ostrom utca, a Táncsics Mihály utca és a Nándor utca (volt Petermann bíró utca) találkozásánál.
A téren található a Bécsi kapu, a Magyar Nemzeti Levéltár főépülete, a Budavári evangélikus templom, valamint a Bécsi kapu téri szőlőtőke.

## Története
A tér a budai Vár egyik jelentős forgalmi csomópontja, ahol a Várnegyedet átszelő utcák (Táncsics Mihály utca, Fortuna utca, Ostrom utca, Kard utca és a Nándor utca) összefutnak. A középkorban a Kapisztrán térrel összefüggő területet együttesen a szombathely, szombati vásárhely vagy szombat piac névvel illették, utalva az itt szombatonként tartott vásárokra. A török hódoltság alatt a tér a Szombathely mahalleszi nevet viselte.
A Bécsi kapuról sokáig mindenféle fegyverek lógtak le (amikről a néphagyomány úgy tartotta, Toldi Miklós fegyverei), ezek azonban a 18. században nyom nélkül eltűntek.
A tér Buda visszafoglalása (1686) körüli években nyerte el nagyjából mai alakját, 1874-ben pedig a mai nevét.

## Jelentősebb épületek

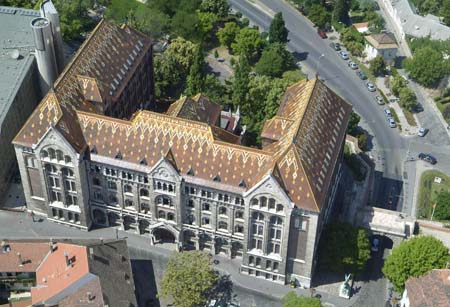
A Magyar Nemzeti Levéltár főépülete, mellette (jobbra) a bécsi kapu, madártávlatból

1. szám: Copf stílusú ház, mely 1795 körül épült.
2-4. szám: A Magyar Nemzeti Levéltár neoromán stílusú palotája, mely 1924-re készült el.
5. szám: 1780 környékén épült ház. Udvari függőfolyosója vasrácskorlátos, lépcsőháza copf stílusjegyeket őriz.
6. szám: 1730 táján épült, barokk és copf stílus keveredik benne, homlokzatán gótikus falzárványok is láthatóak. Nepomuki Szent János szobra található az emeleti ablakok közti fülkében.
7. szám: A ház homlokzatán domborművek állnak, melyek Vergilius, Cicero, Szókratész, Quintilianus valamint Seneca festett medalionokba zárt alakjait ábrázolják. A ház 1807 környékén épült, Grigely József a latin és az irodalom professzora számára. Híres vendégként megfordult itt az 1930-as években Thomas Mann is, mint az akkori tulajdonos, Hatvany Lajos báró meghívottja.
8. szám: Az Esterházy család tulajdonában állt egykor ez a zárt félkörívű sarokerkélyes ház, legutolsó lakója gróf Esterházy Móric volt. Udvarán védett szőlőtőke terem, mely 1947-ben bújt elő a romok alól.

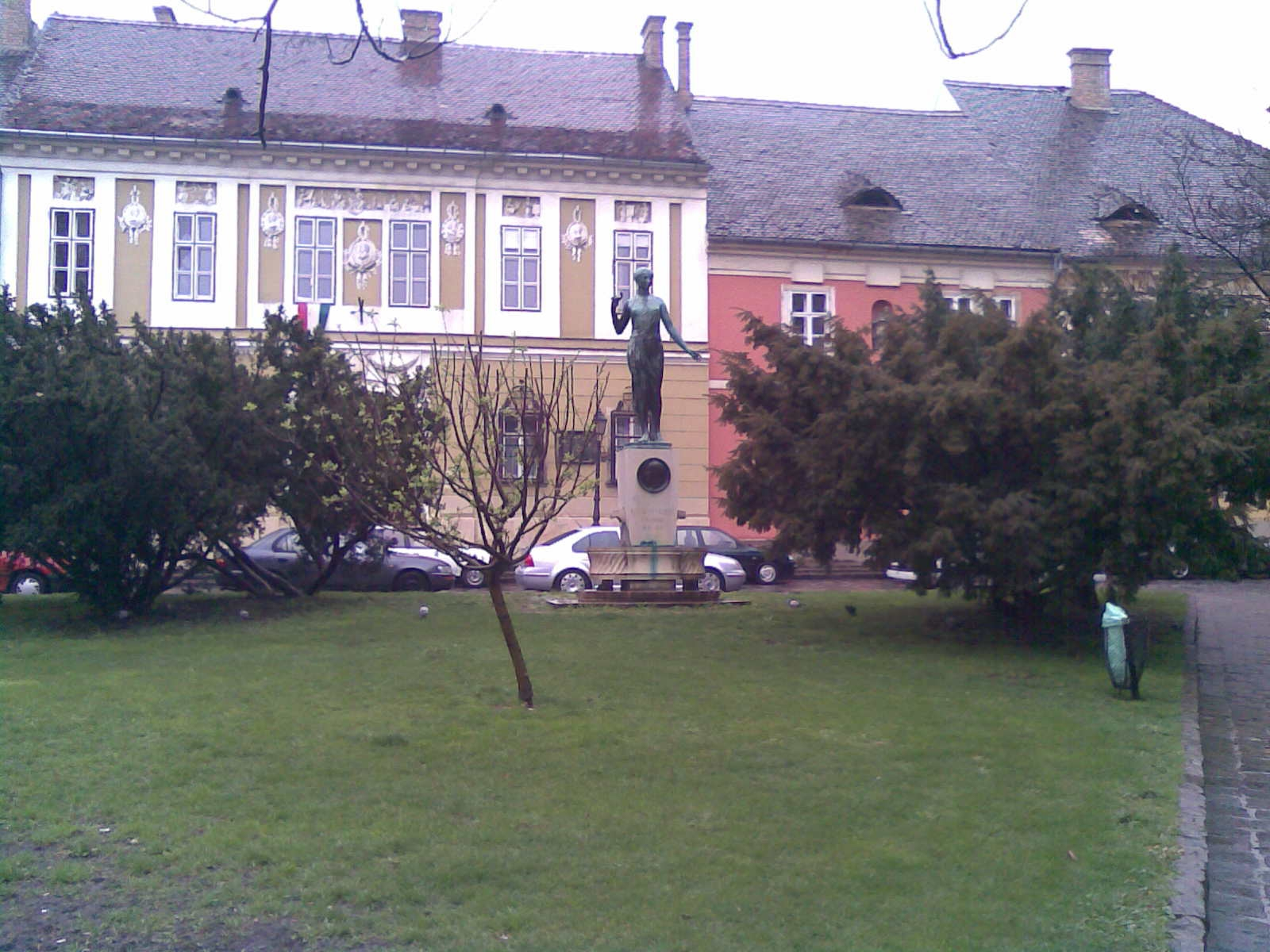
A Kazinczy-emlékkút a tér közepén

## Kazinczy-emlékkút
Az emlékkút egy kis parkban áll a tér közepén. A keleti oldalán, az író, költő, műfordító domborművű bal profilja alatt „Kazinczy Ferenc emlékének 1831-1931”, a nyugati oldalán pedig „Kazinczy Ferenc halála évfordulójára emelte a Székesfőváros közönsége” felirat olvasható.
A mécsest tartó sudár nőalak és a költő bal profiljának domborműve Pásztor János szobrászművész alkotása.